# Portrait de Claude Monet
Le Portrait de Claude Monet (ou Claude Monet) est une peinture à l'huile sur toile de 85 × 60,5 cm réalisée en 1875 par le peintre français Auguste Renoir. Elle est exposée au Musée d'Orsay, à Paris.
Ce tableau montre le peintre Claude Monet avec les instruments propres à son art, la palette et le pinceau.